# A Night to Remember (Evergrey)
A Night To Remember è il primo album dal vivo del gruppo musicale svedese Evergrey, pubblicato nel 2005 dalla Inside Out Music.
Il concerto è stato registrato allo Stora Teatern il 19 ottobre 2004 davanti ad oltre 1000 spettatori.

## Tracce
CD1
1. Intro
2. Blinded
3. End of Your Days
4. More Than Ever
5. She Speaks to the Dead
6. Rulers of the Mind
7. Blackened Dawn
8. Waking Up Blind
9. As I Lie Here Bleeding
10. Misled
11. Mark of the Triangle

CD2
1. When the Walls Go Down
2. Harmless Wishes
3. Essence of Conviction
4. Solitude Within
5. Nosferatu
6. Recreation Day
7. For Every Tear That Falls
8. A Touch of Blessing
9. The Masterplan

## Formazione
- Tom S. Englund – voce, chitarra
- Henrik Danhage – chitarra
- Michael Håkansson – basso
- Rikard Zander – tastiera
- Jonas Ekdahl – batteria

Altri musicisti
- Carina Englund – voce
- Gothenburg Symphonic Orchestra – quartetto d'archi